# Пионтковский, Казимир Антонович
Казимир Антонович Пионтковский (пол. Kazimierz Antonowicz Piontkowski; 4 марта 1903, Варшава — 10 августа 1938, Хабаровск) — советский футболист, полузащитник.

## Биография
Воспитанник одесского футбола.
3 мая 1925 в составе сборной Одессы выступал против сборной СССР (1:4), а 31 мая 1925 уже в составе сборной Одесской губернии (3:8).
В октябре 1931 года вызывался в сборную СССР и участвовал в тренировочном матче между I и II сборными командами Союза, с целью определение лучших игроков, чтобы окончательно образовать первую сборную СССР для поездки в Турцию.
Пионтковский был другом Сергея Барминского, одного из руководителей киевского ГПУ, которого считают одним из основателей «Динамо» Киев. Оба они были казнены в 1938 году. Три с половиной года Пионтковский был капитаном киевского «Динамо». Вместе с партнерами по команде (Идзковским и Свиридовским) стал первым киевским динамовцем, приглашенным в сборную СССР. В начале голодных тридцатых его с другом Михаилом Свиридовским приговорили к двухлетнему сроку в трудовой колонии (выступал за «Динамо–Трудкоммуна № 1») за торговлю на базаре сукном.
По словам журналиста Бориса Галинского, в конце 20-х годов киевская газета «Верхний Киев» называла Пионтковского «душой коллектива».
В 1932 году Пионтковский вызывался в сборную Советского Союза для игры против Рабочей команды Германии (3:2), но в самом матче участия не принял.
14 октября 1937 Пионтковский был арестован УГБ УНКВД (КГБ) в Хабаровске. 18 июля 1938 он был осужден НКВД СССР по статье 58-1а УК РСФСР («измена Родине»). Месяц спустя, 10 августа 1938, Пионтковский был расстрелян в Хабаровске.
30 июня 1989 Пионтковский был реабилитирован по заключению Краснознаменной военной прокуратуры Дальневосточного военного округа (КДВО) согласно Указу Президиума Верховного Совета Советского Союза от 16 января 1989.

Его футбольная карьера росла как на дрожжах.
И уникальный дар деспетчера и храбрости
В оцепенении и зависти соперников держал...
А в результате был растрелян в концлагере Хабаровска.
Георгий Луначарский, Президент Федерации футбола инвалидов России, внук Анатолия Луначарского

## Достижения
Чемпионат Одессы
- Победитель: 1925

Первенство Динамомиады (СССР)
- Второе место: 1929

Первенство Динамомиады (УССР)
- Победитель: 1931
- Второе место: 1929, 1932

Чемпионат Украины среди городов
- Победитель: 1931
- Второе место: 1934

33 лучших футболиста СССР — 1932